# Mausoleo de Noé
El Mausoleo de Noé o la Tumba del profeta Noé (en azerí:Nuh peyğəmbər türbəsi) es un mausoleo en el territorio de Kohna-gala ("Fortaleza vieja") en la parte sur de Najicheván, Azerbaiyán. La arquitectura de la construcción está fechada en el siglo octavo. De acuerdo con Brockhaus y el Diccionario Enciclopédico Efron algunos historiadores persas datan la construcción del mausoleo en el 1539. El mausoleo fue restaurado en 2006. La tumba consiste en restos de la planta baja de un antiguo templo. Hay una escalera que conduce a una cámara funeraria. Hay una columna de piedra en el centro de la bóveda. Según la leyenda, "las reliquias de Noé" están en esta columna. Un retrato que describe el mausoleo de Noé hace 100 años a partir de ahora fue pintado por Bahruz Kangarli y se guarda en el Museo nacional de arte de Azerbaiyán.